# Đinh phu nhân
Đinh phu nhân (chữ Hán: 丁夫人) là chính thất của Tào Tháo, người đặt cơ sở hình thành nhà Tào Ngụy thời Tam Quốc. Tào Tháo vốn là người túc trí, đa mưu và cũng vô cùng háo sắc, người đẹp vây quanh ông không kể xiết. Nhưng Đinh phu nhân là người vợ duy nhất khiến ông vô cùng kính trọng, yêu thương và sau này ân hận và day dứt đến lúc chết vì đã khiến bà đau lòng.

## Tiểu sử
Đinh phu nhân không rõ quê quán ở đâu và cũng không có nhiều sử sách viết về mối tình của Tào Tháo với Đinh phu nhân trước khi ông rước bà về làm vợ cả. Nhưng những câu chuyện kể về tình yêu của Tào Tháo dành cho người vợ này lại khiến nhiều người xúc động và ngưỡng mộ. Đinh phu nhân là người phụ nữ đầu tiên Tào Tháo cưới về, là vợ cả của ông, thế nên bà nhận được nhiều sự yêu thương, ưu ái từ chồng. Bà kết hôn đã lâu với Tào Tháo mà không có con, tì nữ của bà là Lưu thị có với Tào Tháo hai người con trai là Tào Ngang, Tào Thước và một cô con gái là Thanh Hà Trưởng công chúa. Lưu thị sau đó lâm bệnh qua đời, trước khi nhắm mắt, nàng ta đem con gửi gắm cho Đinh phu nhân, thỉnh cầu vị chính thất nuôi dưỡng con mình nên người. Chấp thuận lời cầu xin của họ Lưu, Đinh thị coi Tào Ngang như đứa con ruột thịt của mình, một lòng chăm bẵm, săn sóc. Tào Ngang lớn lên trở thành chàng trai khôi ngô tuấn tú, văn võ song toàn, 19 tuổi được tiến cử làm Hiếu liêm rồi trở thành vị tướng lĩnh thiếu niên oai phong, dũng mãnh nơi trận mạc.
Bên cạnh đó, Đinh phu nhân còn tỏ ra là một phụ nữ đảm đang, tháo vát khi quán xuyến gia đình và quản lý mọi việc trong nhà chu đáo đâu ra đó. Những điều này ở người vợ hiền khiến Tào Tháo luôn ngưỡng mộ, tin tưởng và an tâm.
Năm Kiến An thứ 2 (197), Tào Ngang tử trận trong lúc Tào Tháo chinh phạt Trương Tú, Đinh phu nhân khóc lóc thảm thiết, nói: "Ông làm chết con ta, không nghĩ ngợi ư?". Có lẽ, bà cũng là người phụ nữ đầu tiên dám mắng chửi Tào Tháo trước mặt ba quân thiên hạ.
Cũng vì là người thống soái ba quân, không thể chịu nhục trước mặt tướng sĩ nên ông đã ra lệnh, đuổi Đinh phu nhân về nhà mẹ đẻ.
Tưởng là, hành động trong lúc nóng giận rồi sẽ khiến vợ mình nguôi ngoai nhưng thật không ngờ, Đinh phu nhân một mực không chấp nhận dù đã rất nhiều lần Tào Tháo cho người đến đón bà về.
Vì sợ tai tiếng, Tào Tháo đành đích thân đánh xe về quê. Người nhà họ Đinh lũ lượt ra đón, duy nhất Đinh phu nhân vẫn thản nhiên dệt vải trong phòng, không mảy may rung động. Ấy là bởi trong bà có sự cao ngạo, có bản lĩnh rất riêng của mình. Không thấy vợ yêu đoái hoài, Tào Tháo cũng chẳng ngạc nhiên. Ông đi thẳng vào phòng, vứt bỏ lòng tự tôn mà hạ giọng van nài phu nhân: "Nàng hãy quay lại nhìn ta, chúng ta cùng quay về, được không?".
"Hữu cầu, vô ứng", Đinh phu nhân chẳng thèm quay mình, cũng không cất lời đáp lại, vẫn đều đều dệt vải. Tào Tháo dần dần nhận ra tính cách cứng rắn của vợ và hiểu rằng, mọi chuyện đã không thể trở lại như xưa. Đinh phu nhân lặng người nghe tiếng thở dài sau lưng rồi tiếng bước chân đảo qua đảo lại của chồng. "Phu nhân, nàng quyết tâm đoạn tuyệt nghĩa tình phu thê với ta phải không?", "Nàng thực sự muốn vậy?...", Tào Tháo dồn dập truy vấn. Hỏi xong vài hồi, họ Tào rời khỏi phòng rồi lên xe về phủ, mang theo nỗi day dứt tội lỗi lẫn cảm giác tiếc nuối không nỡ lìa xa.
Ông còn nói, sẽ để bà ở lại đó, tùy ý lấy người khác. Nhưng bao năm trôi qua, bà vẫn không có ý định đi lấy chồng. Đinh phu nhân là người cương nghị, bản lĩnh nhưng cũng vì không xóa bỏ được nỗi hận trong lòng là thói phong lưu và vô tình vô nghĩa với con trai của chồng, nên nhất định từ chồng. Bà sống đến hết đời tại nhà mẹ đẻ..
Lúc Đinh phu nhân còn là vợ chính, bà tỏ ra xem thường thiếp của Tào Tháo là Biện phu nhân. Đến lúc Đinh phu nhân bị phế bỏ, Biện phu nhân thường nhân lúc Tào Tháo không có nhà, đón Đinh phu nhân về khoản đãi chu đáo. Khi Tào Tháo sắp về, bà thấy Đinh phu nhân không chịu làm lành với Tào Tháo, lại tiễn về nhà ngoại. Đinh phu nhân tạ rằng: "Người bỏ đi như ta, phu nhân sao xem như thường được vậy?". Về sau Đinh phu nhân mất, Biện phu nhân mới xin Tào Tháo liệm táng, đem táng ở phía nam thành Hứa Xương.
Về phần Tào Tháo, đến tận sau này, khi thê thiếp đầy nhà, ông vẫn không thể nào quên được Đinh phu nhân, người vợ cả làm ông kính trọng vô vàn. Phút cuối đời, ông đã thốt lên rằng: "Ngẫm lại trong suốt đời ta, người khiến ta không nỡ rời xa nhất chính là Đinh phu nhân. Ta đối với nàng không hề phụ bạc, chỉ là làm điều sai khiến mọi thứ chẳng thể như xưa, khiến phu nhân và ta trở nên quyết liệt. Nếu sau khi chết, quả thực có linh hồn, có một thế giới khác, nếu gặp lại Ngang nhi, nó hỏi ta rằng: 'Mẹ con đâu?', ta biết trả lời làm sao".
Người tướng sĩ một đời ngang dọc nhưng cuối cùng lại day dứt đến cuối đời chỉ vì một người phụ nữ. Thế mới biết, Đinh phu nhân có vị trí quan trọng thế nào trong lòng Tào Tháo..

## Ảnh hưởng văn hóa
- Đinh phu nhân do Lý Linh Ngọc đóng trong bộ phim truyền hình năm 2014 có tựa đề Tào Tháo
- Đinh phu nhân còn xuất hiện trong bộ manga nổi tiếng tại Nhật Bản nhan đề Sōten Kōro (Thương Thiên Hàng Lộ) của King Gonta với cái tên hư cấu là Đinh Mỹ Hồ.